# Syphon Filter: Dark Mirror
Pour les articles homonymes, voir Syphon Filter (homonymie).
Syphon Filter: Dark Mirror est un jeu vidéo de Tir à la troisième personne et d'infiltration développé par SCE Bend Studio et édité par Sony Computer Entertainment en 2006 sur PlayStation Portable et en 2007 sur Playstation 2.
Le jeu fait partie de la série Syphon Filter. L'histoire est relativement indépendante des précédents épisodes. C'est le second jeu de la série, après Syphon Filter: The Omega Strain, à inclure un mode multijoueur en ligne, jouable jusqu'à 8. Ce mode permet de débloquer des armes que le joueur peut utiliser en début de partie. 

## Système de jeu

### Mode solo
Le jeu propose 23 missions rassemblées dans 7 épisodes dans son intrigue principale ainsi que 5 missions bonus à débloquer.
La série Syphon Filter étant d'abord des jeux d'actions, la maniabilité du jeu s'en ressent : le jeu se contrôle comme un FPS (le joystick pour se déplacer et les boutons de droite pour viser) et le héros peut se plaquer au mur et viser les ennemis en restant caché.
Une touche d'action permet à la fois d'ouvrir des portes, des coffres, déplacer des objets, grimper sur des obstacles ou à des échelles et à recharger. La touche Select permet de donner un ordre
La force du jeu est de ne pas s'axer principalement soit sur l'action soit sur l'infiltration comme la plupart des jeux, mais laissera choisir le joueur qui pourra très vite se faire repérer et affronter des tas d'ennemis ou bien rester dans l'ombre et tuer furtivement. Malgré tout dans de nombreuses missions, il sera impossible de s'infiltrer et il y faudra toujours affronter les ennemis face à face.

### Armes
Le jeu offre une grande variété d'armes que le joueur peut utiliser en mission ou en multijoueur pour occire ses ennemis. <liste incomplète>
- MB-150: L'arme principale de Gabe, pouvant tirer à la fois des balles de 6 mm et 3 types de flèchettes: électriques, explosives et à gaz.
- VSS-DU: L'équivalent du MB-150 pour Lian Xing.

Armes de poing
- Mark 23SD: Le pistolet à silencieux de base de Gabe.
- Tek-9 et Tek-9 à silencieux
- SP-57
- .44 à silencieux

...

## L'histoire

### Personnages
Les personnages suivants sont exclusifs à Dark Mirror :
- Grant Morill ("Singularity")
- Touchstone
- Addison Hargrove
- Goran Zivmovic (très secondaire, il s'agit seulement d'un boss)
- Kress
- Janzen, un soldat de l'ONU
- Jimmy Zhou (dans une mission bonus)

## Accueil
Gamekult (7/10) :
« Dark Mirror délivre ainsi un gameplay rythmé et sanglant, soutenu qui plus est par une réalisation qui tire parti comme il se doit de la portable de Sony. Incarner un agent secret suréquipé et armé jusqu'aux dents, parti sauver le monde n'a plus grand-chose de palpitant sur le papier, c'est vrai. Mais Dark Mirror nous sert cette formule avec une maîtrise étonnante et vraiment accrocheuse. Une bonne tartine d'action que les amateurs sauront déguster en solo ou en multi. »
PlayFrance (8.5/10) :
« Syphon Filter: Dark Mirror est un pur chef-d’œuvre d’action sur PlayStation Portable qui pourrait – à l’instar de Daxter – sortir sans aucun changement sur PlayStation 2. L’aventure est longue et passionnante, les graphismes sont sublimes sans toucher à la fluidité, l’action est intense et variée, la maniabilité aux petits oignons et la durée de vie copieuse. Une référence à essayer d’urgence. »
- Edge 7/10 • IGN 9,3/10 • Jeux Video Magazine 16/20